# محمود فیاض
محمود فیاض (انگلیسی: Mahmoud Fayad; ۹ مارس ۱۹۲۵ – ۱۸ دسامبر ۲۰۰۲) وزنه‌بردار اهل مصر بود.
وی در مسابقات کشوری و بین‌المللی در مجموع برندهٔ ۱ مدال طلا شده‌است.